# René Bolf
René Bolf (ur. 25 lutego 1974 w Ostrawie) – piłkarz czeski grający na pozycji środkowego obrońcy.

## Kariera klubowa
Bolf w początkowej fazie swojej kariery grał w klubach z niższych lig, a były to: TJ Rožnov pod Radhoštěm, FC Vitkovice, VTJ Hranice oraz LeRK Brno. Potem trafił do FC Karvina, z którą do 1995 roku grał w drugiej lidze czeskiej. Latem 1995 Bolf przeszedł do Baníka Ostrawa, ale przez pierwsze dwa sezony gry w tym klubie był tylko rezerwowym i dopiero w sezonie 1997/1998 wywalczył miejsce w wyjściowej jedenastce klubu z Ostrawy. Przez kolejne dwa sezony klub nie potrafił wywalczyć przepustki do europejskich pucharów i zajmował kolejno 4. i 5. miejsce w lidze. W 1999 roku Bolf przeszedł do Sparty Praga. Tam jednak nie grał w podstawowej jedenastce, gdyż na środku obrony pewne miejsce mieli Michal Horňák oraz Jiří Novotný. W pierwszym sezonie rozegrał 16 meczów i zdobył 1 gola, a w drugim 10 meczów i 2 gole, w obu przypadkach zostając mistrzem Czech. Jeszcze w sezonie 2000/2001 Bolf wrócił do Baníka, w którym grał przez 3,5 sezonu stając się jednym z lepszych obrońców w Czechach. W 2004 roku wywalczył z Baníkiem pierwsze w historii mistrzostwo Czech.
W czerwcu 2004 Bolfowi skończył się kontrakt z ostrawskim klubem i na zasadzie wolnego transferu przeszedł do francuskiego AJ Auxerre. W Ligue 1 zadebiutował 7 sierpnia w przegranym 0:2 wyjazdowym meczu z Lille OSC, a już w kolejnym ligowym meczu, wygranym 3:1 ze Stade Rennais FC zdobył 2 gole dla swojej drużyny, oba po strzałach głową. Potem w lidze jeszcze dwukrotnie trafiał do siatki przeciwników, a z Auxerre zajął 8. miejsce w lidze. W sezonie 2005/2006 przez długi czas leczył kontuzję i zaledwie 10 razy wystąpił w lidze (1 gol z OGC Nice), a w sezonie 2006/2007 odnowił mu się uraz i ani razu nie pojawił się na boisku. W listopadzie 2006 kierownictwo Auxerre rozwiązało kontrakt z Bolfem za porozumieniem stron. René szybko otrzymał oferty od Sigmy Ołomuniec oraz Baníka, jednak zdecydował się wyleczyć uraz i w sezonie 2007/2008 występować dla tej drugiej drużyny. Karierę kończył w 2012 roku w MFK Karviná.
| Sezon   | Klub          | Kraj    | Rozgrywki         | Mecze | Bramki |
| ------- | ------------- | ------- | ----------------- | ----- | ------ |
| 1994/95 | FC Karvina    | Czechy  | II liga           | 14    | 4      |
| 1995/96 | Baník Ostrawa | Czechy  | 1. liga           | 3     | 0      |
| 1996/97 | Baník Ostrawa | Czechy  | 1. liga           | 6     | 0      |
| 1997/98 | Baník Ostrawa | Czechy  | 1. Gambrinus liga | 22    | 1      |
| 1998/99 | Baník Ostrawa | Czechy  | 1. Gambrinus liga | 29    | 3      |
| 1999/00 | Sparta Praga  | Czechy  | 1. Gambrinus liga | 16    | 1      |
| 2000/01 | Sparta Praga  | Czechy  | 1. Gambrinus liga | 10    | 2      |
| 2000/01 | Baník Ostrawa | Czechy  | 1. Gambrinus liga | 11    | 3      |
| 2001/02 | Baník Ostrawa | Czechy  | 1. Gambrinus liga | 30    | 6      |
| 2002/03 | Baník Ostrawa | Czechy  | 1. Gambrinus liga | 29    | 0      |
| 2003/04 | Baník Ostrawa | Czechy  | 1. Gambrinus liga | 26    | 4      |
| 2004/05 | AJ Auxerre    | Francja | Ligue 1           | 28    | 4      |
| 2005/06 | AJ Auxerre    | Francja | Ligue 1           | 10    | 1      |
| 2006/07 | AJ Auxerre    | Francja | Ligue 1           | 0     | 0      |
| 2007/08 | Baník Ostrawa | Czechy  | 1. Gambrinus liga | 12    | 1      |
| 2008/09 | Baník Ostrawa | Czechy  | 1. Gambrinus liga | 22    | 2      |
| 2009/10 | Baník Ostrawa | Czechy  | 1. Gambrinus liga | 20    | 3      |
| 2010/11 | Baník Ostrawa | Czechy  | 1. Gambrinus liga | 24    | 2      |
| 2011/12 | MFK Karviná   | Czechy  | II liga           | 21    | 1      |
| 2012/13 | MFK Karviná   | Czechy  | II liga           | 8     | 0      |

## Kariera reprezentacyjna
W reprezentacji Czech Bolf zadebiutował 16 sierpnia 2000 roku w wygranym 1:0 meczu ze Słowenią. Brał udział w nieudanych eliminacjach do MŚ 2002, a w 2004 roku został powołany przez Karela Brücknera do kadry na Euro 2004. Był tam podstawowym zawodnikiem drużyny czeskiej i wystąpił w 2 meczach grupowych, a następnie w wygranym 3:0 ćwierćfinale z Danią oraz przegranym 0:1 półfinale z Grecją. W 2005 roku brał udział w eliminacjach do Mistrzostw Świata w Niemczech, ale z udziału w turnieju wyeliminowały go słabsza forma i kontuzje.